# 10 de Agosto (Sucumbíos)
10 de Agosto, span. für „10. August“, ist eine Ortschaft und eine Parroquia rural („ländliche Gemeinde“) im Kanton Lago Agrio der ecuadorianischen Provinz Sucumbíos. Die Parroquia besitzt eine Fläche von 50 km². Die Einwohnerzahl lag im Jahr 2020 schätzungsweise bei 1800.

## Lage
Die Parroquia 10 de Agosto liegt im Amazonastiefland nördlich der Provinzhauptstadt Nueva Loja. Das Gebiet hat eine Längsausdehnung in Nord-Süd-Richtung von 11 km sowie eine maximale Breite von 9 km. Im Norden reicht die Parroquia bis an das Südufer des Río San Miguel, dem Grenzfluss zu Kolumbien.
Die Parroquia 10 de Agosto grenzt im Osten an die Parroquia General Farfán sowie im Süden und im Westen an Nueva Loja.
Die Parroquia 10 de Agosto umfasst neben dem Hauptort San Lorenzo die Recintos Perla del Pacífico, Chirimoyo, Andrés Calapucha, San Francisco I, San Francisco II, Isidro Ayora, Unión Campesina, Orellana, Salinas, Imbabura, Carchi und Juan Yánez sowie die Prä-Cooperativas Perla del Ecuador und Brisas del Oriente.

## Geschichte
Der 10. August 1979 gilt als Gründungsdatum der Recinto San Lorenzo 10 km nördlich von Nueva Loja. Zu dieser Zeit fand im ecuadorianischen Amazonasgebiet ein Ölboom statt. Mehrere Siedler aus verschiedenen Teilen des Landes auf der Suche nach Land zählten zu den Gründungsmitgliedern. Da es in der Umgebung der heutigen Stadt Nueva Loja bereits Siedlungen gab, jede mit ihren jeweiligen Farmen, gingen die neu ankommenden Siedler tiefer in den Dschungel. An der Spitze der Recinto standen Bischof Gonzalo López Marañón, der Pfarrer Francisco und Schwester Rita, die entscheidend bei der Organisation und Logistik der Ansiedler dieses Sektors halfen. Die Gründung der Parroquia rural wurde am 27. Februar 2012 mittels dem Registro Oficial N°252 bekanntgemacht. Zuvor gehörte das Gebiet zur Parroquia Nueva Loja.

## Wirtschaft
Die Bewohner der Parroquia sind überwiegend in der Landwirtschaft tätig. Neben der Viehzucht werden hauptsächlich Mais, Reis, Zuckerrohr, Maniok, Bananen, Wassermelonen, Erdnuss und Ölpalmen angebaut.